# Лисий Анатолій Кононович
Анатолій Кононович Лисий (нар. 30 липня 1944, Вінниця) — український історик, педагог, краєзнавець; кандидат історичних наук з 1984 року, доцент з 1990 року, член Національних спілок краєзнавців (з 2005 року) та журналістів (з 2000 року) України, дійсний член Центру дослідження історії Поділля Інституту історії України Національної академії наук України при Кам'янець-Подільському національному університеті імені Івана Огієнка, член-кореспондент Академії міжнародного співробітництва з креативної педагогіки з 2013 року; відмінник освіти України, почесний краєзнавець України з 27 червня 2019 року.

## Біографія
Народився 30 липня 1944 року у місті Вінниці. У 1961 році закінчив Вінницьку середню школу № 17. У 1962—1969 навчався в Ужгородському державному університеті з перервою (з 1963 по 1966 рік проходив строкову службу в Радянській армії); отримав спеціальність «Викладач історії і суспільствознавства».
У 1969—1970 роках — інструктор Вінницького обкому ЛКСМУ; у 1970—1974 роках — завідувач відділом Вінницького краєзнавчого музею; у 1974—1975 роках — учитель історії в середній школі; у 1975—1978 роках — асистент кафедри історії КПРС Вінницького політехнічного інституту.
З 1976 по 1980 рік навчався в аспірантурі Київського державного університету імені Т. Шевченка (науковий керівник 3інаїда Сільченко); 1984 року у Київському державному університеті захистив кандидатську дисертацію на тему «Ідейно-політичне виховання робітничого класу України в 1971—1975 роках».
З 1978 працював у Вінницькому педагогічному інституті імені М. Островського старшим викладачем, доцентом кафедри історії КПРС, кафедри всесвітньої історії (2002—2004), кафедри історії України історичного факультету (1990—2002 і по 2011 рік).
У 2011–2016 роках викладав у Барському гуманітарно-педагогічному коледжі імені Михайла Грушевського; з 2016 року — у Вінницькому гуманітарно-педагогічному коледжі, завідувач кафедри суспільно-гуманітарних дисциплін. Водночас ведучий краєзнавчих передач про минуле, культурне і релігійне життя Поділля на Вінницькому обласному телебаченні.

## Наукова діяльність
Досліджує економічну історії УСРР у 1921—1941 роках, історію церкви в Україні XVI столітті. Опублікував понад 250 наукових статей з історії Поділля. Серед робіт:
- Нариси історії Подільсько-Брацлавської єпархії(1795—1995 pp.). — Вінниця, 1995;
- Вінницький капуцинський монастир.- Вінниця, 1995 (у співавторстві);
- Нариси історії Гнівансьмзго костьолу. — Вінниця, 1996;
- Нариси історії Мурафського костьолу. — Вінниця, 2000.

Член авторського колективу з видання Інститутом історії України НАН України «Енциклопедії історії України» в 10 томах (2002—2012).